# Sphenomorphus cinereus
Sphenomorphus cinereus är en ödleart som beskrevs av  Allen E. Greer och PARKER 1974. Sphenomorphus cinereus ingår i släktet Sphenomorphus och familjen skinkar. Inga underarter finns listade i Catalogue of Life.